# Wouter Nijhoff (1866-1947)
Wouter Nijhoff (Den Haag, 19 november 1866 - aldaar, 11 januari 1947) was een Nederlandse boekhandelaar, antiquaar en uitgever.

## Leven en werk
Nijhoff werd in 1866 in Den Haag geboren als zoon van de uitgever Martinus Nijhoff en van Emma Johanna Henriette Cool. Na het gymnasium te hebben doorlopen werd Nijhoff opgeleid voor het vak van boekhandelaar en uitgever. Hij leerde de fijne kneepjes van het vak kennen bij de uitgevers Baer in Frankfort, bij Welter in Parijs en bij David Nutt in Londen. In 1891 trad hij in dienst bij het familiebedrijf de uitgeverij Martinus Nijhoff en werd naast zijn vader belast met de leiding van het bedrijf. Hij zou ruim 55 jaar de scepter over het bedrijf zwaaien. Zijn vader overleed in september 1894. Tot 1906 was zijn zwager Boele van Hensbroek verantwoordelijk voor de leiding van de uitgeverij. Na diens vertrek bij de uitgeverij was Nijhoff alleen verantwoordelijk voor het reilen en zeilen van het bedrijf. Hij liet in 1910 een nieuw bedrijfspand bouwen aan de Lange Voorhout in Den Haag. In de jaren die volgden werd het bedrijf verder uitgebreid. In 1917 kwam neef Wouter, zoon van zijn broer Paulus in dienst van het bedrijf. Deze neef zou in 1928 toetreden tot de directie.
Nijhoff gaf diverse bijzonder werken uit, waaronder Nederlandse steden in de 16e eeuw van de cartograaf Jacob van Deventer, de Encyclopaedie van Nederlandsch-Indië, de Noord-Nederlandsche schilderkunst, het Handboek tot de Nederlandsche letterkundige geschiedenis en het Handboek tot de geschiedenis der Nederlandsche bouwkunst. Vanaf 1912 verzorgde hij de uitgave van Het Boek, het tijdschrift voor boek- en bibliotheekwezen.
Daarnaast ijverde Nijhoff voor de stichting van een leerstoel Nederlands aan de New Yorkse Columbia-universiteit. Hij was de oprichter van de Linschoten-Vereeniging, die in samenwerking met zijn uitgeverij diverse oude reisbeschrijvingen en scheepsjournaals uitbracht. Zelf publiceerde hij diverse werken onder meer op het terrein der bibliografie. Ook schreef hij een uitvoerige studie over het uitgeversgeslacht Nijhoff.
Nijhoff trouwde op 21 september 1892 te Den Haag met Johanna Alida Seijn, dochter van Guillaume Paul Seijn en van Anthonetta Jacoba de Kanter. Uit hun huwelijk werden vier kinderen geboren, twee zoons en twee dochters. Zijn jongste zoon, dr. Guillaume Paul Nijhoff, overleed op 36-jarige leeftijd aan de tyfus in Batavia. Zijn oudste zoon, Martinus Nijhoff, was de latere dichter. Nijhoff overleed in januari 1947 op 80-jarige leeftijd in zijn woonplaats Den Haag.